# Candidiasis

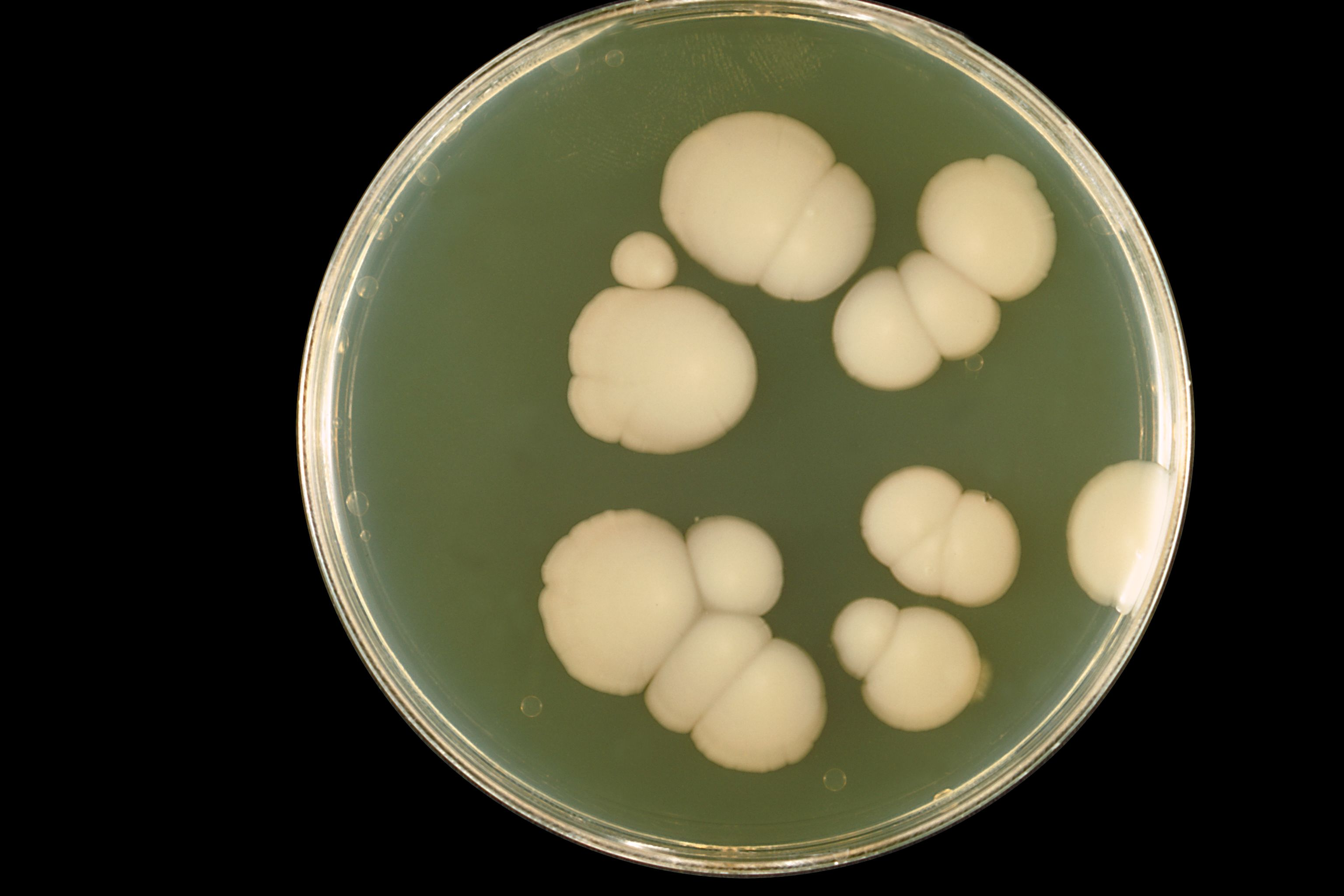
Candidiasis

Candidiasis, även candidosis eller torsk, är en svampinfektion av de jästliknade svampar som kallas candida, med den äldre beteckningen Monilia eller Monila. 
Candidiasis drabbar oftast huden, eller slemhinnorna. Den utlösande orsaken beskrivs vanligen vara antibiotika. Vid mer allvarlig infektion kan samtliga organ som försörjs av blodet drabbas. Infektionen förekommer vid kraftigt nedsatt immunförsvar, så som vid virus, eller vid behandling med det som vanligen kallas cellgift.
Kronisk mukokutan kandidos är kronisk candidiasis som oftast drabbar kroppens mjuka delar och finns i fyra former. Angreppet sker ofta av den vanligt förekommande jästsvampen Candida albicans. Svampens tillväxt möjliggörs ofta av ett hämmat eller ej fullt utvecklat immunförsvar. Även personer som har tandprotes, diabetes, HIV/AIDS, cancer, tar antibiotika eller kortikosteroier, tar läkemedel som kan orsaka muntorrhet, har ett sjukdomstillstånd som kan orsaka muntorrhet eller röker löper större risk att drabbas av candidiasis i mun och hals. Symptom på candidiasis i hals och mun inkluderar vita fläckar på insidan av kinder, tunga, gom och hals, rodnad eller ömhet, förlorat smaksinne och smärta då man äter eller sväljer.